# Iglesia de Santa María (Fuentepelayo)
La iglesia de Santa María es una de las dos iglesias de la localidad de Fuentepelayo, provincia de Segovia, España, declarada bien de interés cultural el 8 de junio de 1995.

## Descripción
Tiene planta de salón, casi cuadrada, con tres naves, separadas por arcos formeros apuntados, cubiertos con bóveda de crucería y cabecera semicircular, separada de la nave por gran arco triunfal.
El cuerpo de la iglesia es un excelente ejemplo de arquitectura gótica del siglo XVI. El exterior en contraste con la homogeneidad gótica que caracteriza su interior, presenta distintas fases de construcción. La parte más antigua es un románico cisterciense, de finales del siglo XII y principios del XIII, del que se conserva el ábside y la torre. El muro de la sacristía, construido en ladrillo, presenta características mudéjares.
El coro, situado a los pies de la iglesia, está construido en cantería sobre tres arcos carpaneles y sotocoro con bóvedas de crucería muy planas y de finisima labra, así como balaustrada con rosetones góticos, y escalera de acceso, mandadas construir por el obispo de la Diócesis de Segovia Diego de Rivera de Toledo a Juan Gil de Hontañón, el Mozo, y a los hermanos Pedro y Juan de Ezquerra.
La fachada norte alberga una magnífica portada gótico flamígera, con un esquema compositivo que delata la transición al Renacimiento. Con arco carpanel entre columnas muy decoradas, enmarcado en arco de medio punto con arquivolta decorada con ocho figuras en doseletes, siguiendo el sentido del arco. Todo ello encuadrado por alfiz, con escudos y angelotes portantes. Se ha señalado que puede tratarse de la antigua portada de la antigua catedral de Santa María de Segovia, trasladada a esta ubicación en 1523.
La portada sur sigue el mismo esquema compositivo, pero es más sencilla y de época anterior.